# Schaduwwevertje
Het schaduwwevertje (Tenuiphantes tenebricola) is een spinnensoort in de taxonomische indeling van de hangmatspinnen (Linyphiidae).
Het dier behoort tot het geslacht Tenuiphantes. De wetenschappelijke naam van de soort werd voor het eerst geldig gepubliceerd in 1834 door Wider. De spin komt voornamelijk in het Verenigd Koninkrijk voor, maar is ook gezien in de rest van Europa.